# Athroolopha nevadaria
Athroolopha nevadaria är en fjärilsart som beskrevs av Ribbe 1912. Athroolopha nevadaria ingår i släktet Athroolopha och familjen mätare. Inga underarter finns listade i Catalogue of Life.